# バーニー・フュークス
バーニー・フュークス （Bernie Fuchs、1932年10月29日 – 2009年9月17日）は、アメリカ合衆国のイラストレーター。本名はバーナード・レオ・フュークス（Bernard Leo Fuchs ）という。広告芸術や雑誌イラスト、アメリカ郵便切手シリーズ等の肖像画で知られている。2013年春に、伝記の出版が予定されている。

## 経歴
イリノイ州オファロンに生まれた。彼は、父親のいない貧しい境遇の中で育った。トランペット奏者になることを夢見ていたが、高校を卒業した夏に工場の事故で右手の指3本を失ったため、断念した。そこで彼は新たな道を求め、正規の美術教育を受けた経験は無かったが、美術の世界で身を立てることを決意、事故の補償金でセントルイス・ワシントン大学に入学し、1954年に卒業した。
フュークスの最初の仕事は、デトロイトにあるニュー・センター・スタジオ（New Center Studios ）の自動車広告のイラストであった。スタジオのオーナーは、アート・グリーンウォルド（Art Greenwald ）だった。1950年代から60年代を通じて、デトロイトで最も規模が大きく最も成功を収めたスタジオだった。イラストレーターは、他にシック・アルバートソン（Chic Albertson ）とドナルド・シルヴァースタイン（Donald Silverstein ）が所属していた。フュークスは、非凡な才能ですぐに認められ、グリーンウォルドに大きな利益をもたらした。彼は、デトロイトに移った2、3年のうちに、デトロイトの自動車会社専門スタジオ「ジ・アート・グループ」（The Art Group ）を立ち上げた。1950年代末、コネチカット州ウェストポートに移り、『マッコールズ』、『レッドブック』、『レディーズ・ホーム・ジャーナル』、『スポーツ・イラストレイテッド』などの雑誌のイラストを手掛けるようになった
フュークスは、1998年発行のアメリカの4枚の切手のイラスト制作も引き受けている。切手のイラストは、フォーク・ミュージシャン（ハディ・“レッドベリー”・レッドベター、ウディ・ガスリー、ソニー・テリー、ジョシュ・ホワイト）だった。また、アラン・シュローダー（Alan Schroeder ）作の『ラグタイム・タンピー』（Ragtime Tumpie ）や『カロライナ・シャウト!』（Carolina Shout! ）など、いくつかの絵本のイラストも制作している。
また、フュークスは、ジョン・F・ケネディ、リンドン・ジョンソン、ジェラルド・R・フォード、ジミー・カーター、ロナルド・レーガンらアメリカ合衆国大統領や、モハメド・アリ、アーノルド・パーマー、ジャック・ニクラス、テッド・コッペル、キャサリン・ヘプバーン、オスカー・チャールストンらスポーツ選手や著名人の肖像画も描いている。
2009年9月17日、食道癌により、コネチカット州フェアフィールドにある療養施設で死去、76歳であった。

## 受賞歴
史上最年少で米国イラストレーター協会の殿堂入りを果たした。
1991年、アメリカン・スポーツ美術館兼資料館によりスポーツ・アーティスト・オブ・ザ・イヤーに選ばれた。
1989年、フュークスがアラン・シュローダー（Alan Schroeder ）と共作した児童書『ラグタイム・タンピー』（Ragtime Tumpie ）が、アメリカ図書館協会推薦児童書に選定された。また、国際読書学会のティーチャーズ・チョイス（Teachers' Choice、「教師たちが選んだ児童書」の意。）にも選ばれた。二人は、1994年の絵本『カロライナ・シャウト!』（Carolina Shout! ）も共作している。

## 家族
バーニー・フュークスは、高校時代の恋人であるアンナ・リー・ヘッセ（Anna Lee Hesse ）と結婚した。二人は、シンシア（Cynthia ）、デレク（Derek ）、エリーズ（Ellise ）という3人の子供を育てた。